# Sismo das Ilhas Aleutas de 1946
O sismo das Ilhas Aleutas de 1946 ocorreu próximo das Ilhas Aleutas, arquipélago do Alasca formado por vulcões de um arco insular associado à zona de subdução da placa do Pacífico sobre a placa norte-americana. Foi a 1 de abril de 1946, às 12h28 (UTC), com uma magnitude de 7,8MW, sendo o epicentro em 52.8°N, 163.5°W e o hipocentro a 25 km de profundidade, sendo seguido por um tsunami. Este último resultou em 165 mortes: 159 no Havai e seis no próprio Alasca (e em prejuízos de 26 milhões de dólares - dados da época). No Alasca a onda do tsunami teve uma altura de pelo menos 35 m e no Havai, na Big Island, teve uma altura máxima de 8,1 m e seis ou sete ondas, com intervalos de 15/20 minutos.
O tsunami foi estranhamente forte para o tamanho do terremoto; foi a última vez que um sismo abaixo de magnitude 9,0 causou mortes através de um tsunami longe da área do sismo. Vários cientistas acreditam que o tsunami pode ter sido causado por um deslizamento de terra submarino causado pelo sismo. O tamanho e efeitos do tsunami levou, em 1949, à criação do Pacific Tsunami Warning Center, tendo este poupado, ao longo da sua existência, imensas vidas com os seus alertas.